# Stupovača
Stupovača falu Horvátországban, Sziszek-Monoszló megyében. Közigazgatásilag Kutenyához tartozik.

## Fekvése
Sziszek városától légvonalban 37, közúton 53 km-re keletre, községközpontjától 9 km-re északkeletre, a Monoszlói-hegység déli lejtőin Brinjani és Rogoža között, a Mala és Velika Stupovača-patakok partján fekszik.

## Története
1773-ban az első katonai felmérés térképén „Dorf Sztupovacha” néven szerepel. A településnek 1857-ben a szomszédos Rogožával együtt 983, 1910-ben 645 lakosa volt. Belovár-Kőrös vármegye Krizsi, majd Kutenyai járásához tartozott. 1918-ban az új szerb-horvát-szlovén állam, majd később Jugoszlávia része lett. A II. világháború idején a Független Horvát Állam része volt. A háború után a béke időszaka köszöntött a településre, enyhült a szegénység és sok ember talált munkát a közeli városokban. A délszláv háború előestéjén lakosságának 76%-a szerb, 19%-a horvát nemzetiségű volt. 1991. június 25-én a független Horvátország része lett. A településnek 2011-ben 440 lakosa volt.

## Népesség
| Lakosság változása | Lakosság változása | Lakosság változása | Lakosság változása | Lakosság változása | Lakosság változása | Lakosság változása | Lakosság változása | Lakosság változása | Lakosság változása | Lakosság változása | Lakosság változása | Lakosság változása | Lakosság változása | Lakosság változása | Lakosság változása |
| ------------------ | ------------------ | ------------------ | ------------------ | ------------------ | ------------------ | ------------------ | ------------------ | ------------------ | ------------------ | ------------------ | ------------------ | ------------------ | ------------------ | ------------------ | ------------------ |
| 1857               | 1869               | 1880               | 1890               | 1900               | 1910               | 1921               | 1931               | 1948               | 1953               | 1961               | 1971               | 1981               | 1991               | 2001               | 2011               |
| 983                | 865                | 975                | 575                | 619                | 645                | 710                | 658                | 647                | 665                | 580                | 552                | 485                | 500                | 472                | 440                |

(1857-től 1880-ig Rogoža, 1869-ben pedig Brinjani lakosságával együtt.)

## Nevezetességei
A főút mellett álló, Szent Demeter vértanú tiszteletére szentelt szerb pravoszláv temploma 1768-ban épült. A templom téglából épült, négyszögletes alaprajzú, egyhajós épület. A négyszögletes szentély szélesebb a hajónál, hátsó falának középső részén sekély apszissal. A templom oromzati részét a harangtoronnyal a 20. század elején szecessziós stílusban felújították.